# Чепков, Борис Александрович
Борис Александрович Чепков — советский хозяйственный, государственный и политический деятель.

## Биография
Родился 26 июля 1923 года в Краснодаре в семье рабочего. Член ВКП(б) с 1945 года.
Участник Великой Отечественной войны. Окончил электромеханический техникум (1939—1941, 1945—1946).
В 1946—1983 гг. — техник-электрик, технолог сборочного цеха на Краснодарском заводе электроизмерительных приборов, инструктор, заведующий промышленно-транспортным отделом Ленинского райкома партии (Краснодар), заместитель заведующего отделом Краснодарского крайкома КПСС, секретарь Краснодарского горкома КПСС, первый секретарь Октябрьского райкома партии Краснодара, заведующим отделом партийных органов промышленного крайкома партии, первый секретарь Краснодарского горкома КПСС, заместитель председателя Краснодарского крайисполкома, председатель Краснодарского краевого общества спасения на воде.
Избирался депутатом Верховного Совета РСФСР 7-го созыва. Делегат XXIII съезда КПСС. 
Умер после 1990 года в Краснодаре.